# Debreceni Vasutas Sport Club
Il Debreceni Vasutas Sport Club, meglio noto solo come Debrecen, è una società calcistica con sede a Debrecen, in Ungheria. Milita nella Nemzeti Bajnokság I, massima serie del campionato di calcio ungherese.
Ha vinto 7 campionati nazionali, 6 Coppe d'Ungheria, 5 Supercoppe d'Ungheria e una Coppa di Lega ungherese.
Nella stagione 2009-2010 si qualificò alla fase a gironi della UEFA Champions League eliminando ai play-off i bulgari del Levski Sofia. I magiari entrarono dunque nella storia, bissando quanto era riuscito soltanto ad un'altra ungherese, il Ferencvárosi Torna Club, nell'edizione 1995-1996 della competizione europea.

## Storia

### Esordi e primo ottantennio
Il club fu fondato il 12 marzo 1902 come Egyetértés Futball Club.
Nei primi anni il meccanismo del campionato ungherese prevedeva la disputa di un campionato a Budapest, più altri "campionati provinciali"; il Debreceni VSC (DVSC) vinse il proprio girone in più di un'occasione. La squadra prese parte al cosiddetto distretto settentrionale dei campionati militari 1916-1917 e 1917-1918.
Con la fine della prima guerra mondiale, dal 1920 in poi, i campionati furono organizzati su base regionale. Il Debrecen si laureò campione del distretto orientale (KLASZ) nel 1921, 1923, 1924, 1925, 1926 e 1938 e vinse il gruppo NB II nel 1943. Nel 1926 nacque il Bocskai FC, che in pochi mesi attinse giocatori da Debreceni VSC, DKASE e DTE. Per un decennio e mezzo questa squadra fu la migliore compagine calcistica della città di Debrecen: vinse la coppa nazionale nel 1930 e nel 1933-34, mentre il DVSC militava nelle classi inferiori.
La formula del campionato fu successivamente modificata e solo nella stagione 1943-1944 la squadra giocò la prima stagione in massima divisione. Disputò, sotto varie denominazioni, vari campionati in questa categoria nella seconda metà degli anni quaranta e nella prima parte degli anni sessanta, oltre che per buona parte degli anni ottanta.

### Gli anni dei successi

Il Debrecen del 1985-1986, finalista nella Coppa Mitropa.

Dopo una finale di Mitropa Cup nella stagione 1985-1986 persa contro il Pisa, il periodo migliore della storia del club comincia nel 1993, quando la squadra raggiunge stabilmente la prima divisione. Nel 1999 il Debrecen vince per la prima volta nella propria storia la Coppa d'Ungheria e grazie a questo successo fa il proprio esordio nelle competizioni europee nella Coppa UEFA 1999-2000. Qui viene però eliminato al primo turno dai tedeschi del Wolfsburg. In campionato, nella stagione successiva finisce undicesimo, ma non retrocede: il BKV Elore infatti, pur vincendo il campionato di seconda divisione, rinuncia alla promozione, e il Debrecen viene ripescato. Quella stessa stagione viene comunque coronata dalla seconda Coppa nazionale. Nella stagione 2002-2003 si classifica terzo in campionato, in più è finalista in Coppa. Partecipa così alla Coppa UEFA 2003-2004 dove, partendo dal turno preliminare giunge fino ai sedicesimi, dove viene eliminato dai belgi del Bruges.
Al termine del campionato 2004-2005 il Debrecen si aggiudica per la prima volta il titolo ungherese, concludendo la stagione con sei punti di vantaggio sui campioni uscenti del Ferencváros. L'anno successivo la squadra si ripete in campionato, prevalendo in un finale drammatico in cui lotta punto a punto contro Újpest e Videoton. Nel 2006-2007 Debrecen vince poi il terzo titolo, e nel 2008-2009 il quarto. A seguito di quest'ultimo successo, nell'agosto 2009 il club centra la qualificazione alla fase a gironi della UEFA Champions League: dopo aver battuto nei turni preliminari il Kalmar, il Levadia Tallinn ed il Levski Sofia accede al tabellone principale della competizione. Purtroppo il sorteggio non è dei più fortunati: la squadra viene inserita in un girone particolarmente ostico, con Liverpool, Olympique Lione e Fiorentina. I magiari perdono tutte le partite, registrando inoltre la peggior difesa del torneo. La stagione termina comunque con la vittoria del quinto titolo e della quarta coppa nazionale. Nell'agosto 2010, dopo essere stato eliminato della UEFA Champions League dal Basilea, la squadra prende parte alla fase a gironi dell'Europa League. Qui viene sorteggiata con la Sampdoria, il PSV e il Metalist e chiude gli impegni nel raggruppamento all'ultimo posto, con una sola vittoria e ben cinque sconfitte.
Ottenuto il sesto titolo nella stagione 2011-2012, partecipa nuovamente alla UEFA Champions League l'anno dopo: qui elimina gli albanesi del KS Skënderbeu, ma la corsa finisce nel turno successivo, dove il club ungherese viene eliminato dai bielorussi del BATE Borisov. Passa quindi alla Europa League, ma il Bruges sbarra nuovamente la strada ai magiari. Il settimo titolo risale al 2013-2014, mentre nel 2019-2020 il Debrecen retrocede in seconda serie dopo 27 anni di militanza ininterrotta in massima divisione. Successivamente, vince il campionato di seconda divisione e fa subito ritorno in NBI.

## Nome
Mentre il nome ufficiale del club è "Debreceni Vasutas Sport Club", letteralmente "Club Sportivo Ferrovieri di Debrecen", il nome comune corretto è Debrecen, dal nome ovviamente della città. Non è raro che al di fuori dell'Ungheria venga spesso erroneamente chiamato Debreceni, locuzione però scorretta in quanto significherebbe "di Debrecen", essendo la i finale aggiunta come forma di genitivo. La parola Debreceni è corretta se seguita dalla sigla VSC (o nel caso nome completo ovviamente), ma non da sola.
Vari anche i problemi di pronuncia che causano imbarazzi ed imprecisioni, in particolare nei paesi dove si parlano lingue romanze. Non è raro sentire le pronunce Debrècen, Dèbrecen, Debrecèni, Debrèceni, tutte assolutamente sbagliate. La pronuncia giusta è /ˈdɛbrɛtsɛn/.
Il Debreceni VSC presenta anche un soprannome molto popolare tra i suoi tifosi: "Loki".
Difatti è molto comune ascoltare "Hajrà Loki" (Forza Loki!) tra i suoi sostenitori e i semplici cittadini debreceniani.

### Cronologia del nome
- 1902–1912 Egyetértés Football Club alapítás
- 1912–1948 Debreceni Vasutas
- 1948–1949 Debreceni Vasutas Sport Egyesület
- 1949–1955 Debreceni Lokomotív
- 1955–1956 Debreceni Törekvés
- 1957–1979 Debreceni Vasutas Sport Club
- 1979–1989 Debreceni Munkás Vasutas Sport Club
- 1989–1995 Debreceni Vasutas Sport Club
- 1995–1999 DVSC-Epona
- 1999–2001 Debreceni VSC
- 2001–2002 Netforum-DVSC
- 2002 Debreceni VSC
- 2003–2005 DVSC-MegaForce
- 2005–2006 DVSC-AVE Ásványvíz
- 2006–  DVSC-TEVA

## Strutture

### Stadio
Lo stadio del Debreceni VSC è il Nagyerdei Stadion, si trova in via Nagyerdei krt. a Debrecen ed ha una capienza di 20.340 spettatori. Durante i preliminari di Champions League nel 2009 il comitato della UEFA non approvò lo svolgimento delle partite presso il vecchio stadio Oláh Gábor Út che poteva ospitare circa 10.000 spettatori, motivo per il quale la squadra giocò le partite di Champions League nel Puskás Ferenc Stadion a Budapest. In quell'occasione accorsero 42.000 tifosi allo stadio Puskás, convincendo di fatto i direttori del club a costruire un nuovo stadio. La costruzione del nuovo stadio iniziò nell'anno 2013 e la sua inaugurazione avvenne il 23 maggio 2014 in occasione della sfida tra le Nazionali di calcio dell'Ungheria e della Danimarca.

## Tifosi e rivalità

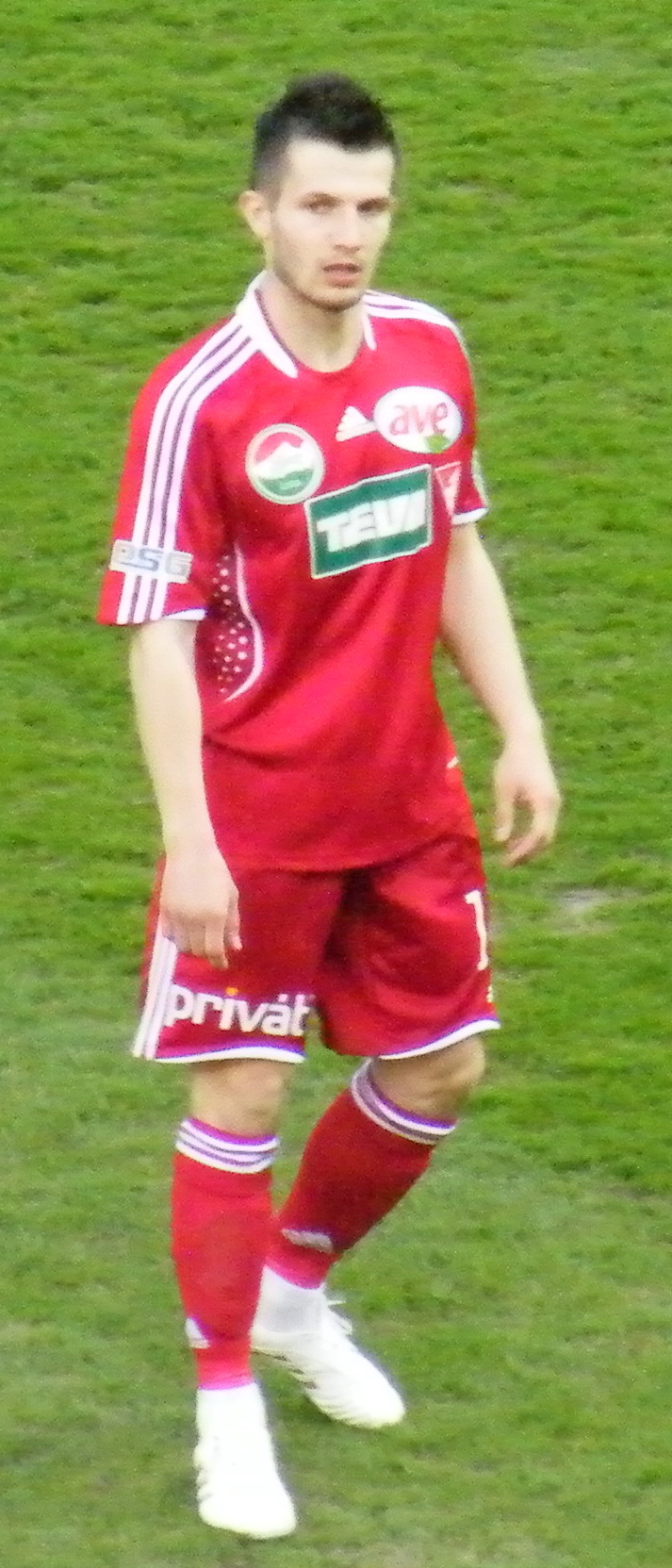
Gergely Rudolf ha segnato 24 reti con il Debrecen dal 2007 al 2010.

I tifosi della squadra si chiamano Szivtiprók Ultras Debrecen (SZ.U.D) (in italiano: I Rubacuori Ultras Debrecen). L'abbreviazione del gruppo dei tifosi è riferita alla posizione dei tifosi rubacuori nello stadio, cioè a sud.
La rivalità fra i tifosi del Debrecen e le due squadre della capitale (Ferencváros e Újpest) è cosa nota ed importante in Ungheria, le partite fra queste squadre sono molto intense e gli stadi sono affollatissimi. È molto sentita anche la rivalità con le squadre ungheresi orientali, cioè con il Nyiregyháza ed il Diósgyőr.
Amicizie
- Arminia Bielefeld

Rivalità
- Békéscsaba
- Diósgyőr
- Ferencváros
- Honvéd
- Nyíregyháza
- Újpest

## Inno
L'inno della squadra è stato composto da László Lukacs, cantante del gruppo rock ungherese Tankcsapda. La canzone è stata registrata con la collaborazione di un giocatore di Debrecen, Tibor Dombi, che per l'occasione ha suonato il tamburo con la rock band.
Mi indulunk, ha kell

Mi nem felejtjük el, hogy

Bennünk a vér piros-fehér

Mi küzdünk haver

Ha kell bárkivel

Mert a győzelem mindennél többet ér
In italiano:
Noi partiamo, se è necessario

Noi non dimentichiamo, che

il nostro sangue è rosso-bianco

Noi lottiamo amico

Se è necessario con chiunque

Perché la vittoria vale più di tutto

## Palmarès

### Competizioni nazionali
- Campionato ungherese: 7

2004-2005, 2005-2006, 2006-2007, 2008-2009, 2009-2010, 2011-2012, 2013-2014
- Coppa d'Ungheria: 6

1998-1999, 2000-2001, 2007-2008, 2009-2010, 2011-2012, 2012-2013
- Supercoppa d'Ungheria: 5

2005, 2006, 2007, 2009, 2010
- Coppa di Lega ungherese: 1

2009-2010
- Nemzeti Bajnokság II: 6

1948-1949, 1959-1960, 1961-1962, 1978-1979, 1988-1989, 1992-1993

### Altri piazzamenti
- Campionato ungherese:

Secondo posto: 2007-2008
Terzo posto: 1994-1995, 2002-2003, 2003-2004, 2015-2016, 2018-2019, 2022-2023
- Coppa d'Ungheria:

Finalista: 2002-2003, 2006-2007
Semifinalista: 2013-2014, 2015-2016, 2017-2018, 2018-2019
- Coppa di Lega ungherese:

Finalista: 2007-2008, 2010-2011, 2014-2015
Semifinalista: 2011-2012, 2013-2014
- Supercoppa d'Ungheria:

Finalista: 2008, 2012, 2013, 2014
- Nemzeti Bajnokság II:

Secondo posto: 1983-1984, 2008-2009, 2009-2010
Terzo posto: 1971-1972, 1977-1978
- Coppa Intertoto UEFA:

Semifinalista: 1998
- Coppa Mitropa:

Finalista: 1985-1986
Quarto posto: 1979-1980

## Organico

### Rosa 2023-2024
Aggiornata al 19 ottobre 2023.
| N. |                               | Ruolo | Calciatore          |
| -- | ----------------------------- | ----- | ------------------- |
| 1  | Romania (bandiera)            | P     | Raul Bălbărău       |
| 4  | Francia (bandiera)            | D     | Sylvain Deslandes   |
| 6  | Grecia (bandiera)             | D     | Geōrgios Neofytidīs |
| 10 | Ungheria (bandiera)           | C     | Balázs Dzsudzsák    |
| 11 | Ungheria (bandiera)           | D     | János Ferenczi      |
| 12 | Ungheria (bandiera)           | P     | Benedek Erdélyi     |
| 14 | Montenegro (bandiera)         | D     | Meldin Drešković    |
| 15 | Spagna (bandiera)             | D     | Christian Manrique  |
| 16 | Ungheria (bandiera)           | P     | Balázs Megyeri      |
| 17 | Ungheria (bandiera)           | A     | Donát Bárány        |
| 18 | Croazia (bandiera)            | C     | Neven Đurasek       |
| 19 | Senegal (bandiera)            | A     | Matar Dieye         |
| 20 | Montenegro (bandiera)         | C     | Stefan Lončar       |
| 21 | Ucraina (bandiera)            | D     | Oleksandr Romančuk  |
| 22 | Ungheria (bandiera)           | C     | Bence Sós           |
| 23 | Macedonia del Nord (bandiera) | A     | Dorian Babunski     |

| N. |                          | Ruolo | Calciatore           |
| -- | ------------------------ | ----- | -------------------- |
| 25 | Ungheria (bandiera)      | D     | Nimród Baranyai      |
| 27 | Ungheria (bandiera)      | C     | Ádám Bódi            |
| 29 | Ungheria (bandiera)      | D     | Erik Kušnir          |
| 31 | Ungheria (bandiera)      | D     | Zsombor Bévárdi      |
| 33 | Ungheria (bandiera)      | C     | József Varga         |
| 37 | Ungheria (bandiera)      | C     | Tamás Farkas         |
| 45 | Croazia (bandiera)       | A     | Antonio Mance        |
| 55 | Serbia (bandiera)        | A     | Andrija Majdevac     |
| 70 | Ungheria (bandiera)      | D     | Sámuel Major         |
| 77 | Ungheria (bandiera)      | C     | Péter Baráth         |
| 88 | Ungheria (bandiera)      | A     | Márk Szécsi          |
| 89 | Grecia (bandiera)        | C     | Alexandros Kyziridīs |
| 92 | Guinea-Bissau (bandiera) | C     | Saná                 |
| 94 | Montenegro (bandiera)    | D     | Dušan Lagator        |
| 95 | Nigeria (bandiera)       | A     | Peter Olawale        |

## Allenatori celebri
- Gyula Lóránt

## Calcio a 5
La formazione ungherese ha allestito sul finire degli anni ottanta una formazione di calcio a 5 che ha ottenuto come migliore risultato la partecipazione alla semifinale di European Champions Tournament disputata il 21 dicembre 1988 contro i futuri campioni europei del MNK Uspinjača Zagreb.